# 奇奇卡 (穆納區)
奇奇卡（西班牙語：Chichica），是巴拿馬的城鎮，位於該國西北部，由恩戈貝-布格雷特區的穆納區負責管轄，面積82.7平方公里，海拔高度508米，2010年人口5,368，人口密度每平方公里64.9人。